# 樂湖

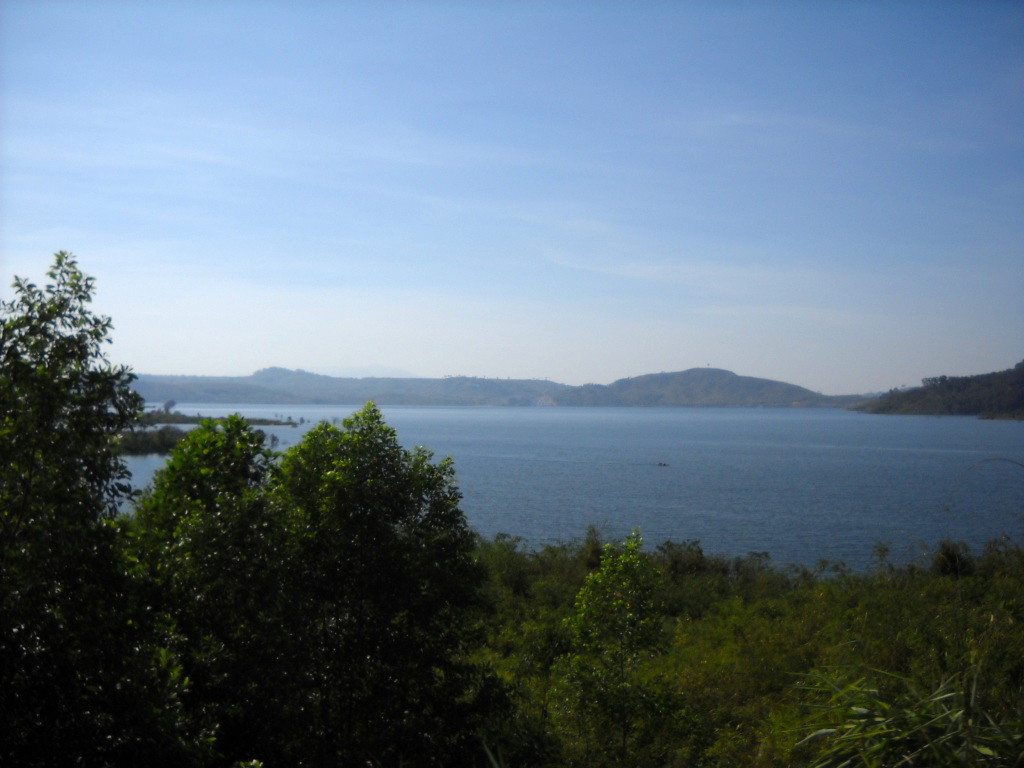
樂湖

樂湖（越南语：／），又譯拉克湖，是越南多乐省勒县连山社的淡水湖泊，面积约6.2平方公里，是西原地区最大的淡水湖，海拔500米，是仅次于北件省三海湖的越南第二大天然淡水湖。
乐湖距邦美蜀市中心55公里，上游是海拔2442米的朱杨欣（Chư Yang Sin）山脉，即使在旱季，乐湖的水源也很少出现干涸状况，湖區廣佈原始森林，也是越南野生和驯养的大象数量最多的地方，有着丰富的动植物生态体系，其中一些珍稀动植物被列入越南濒危野生动物红皮书。
湖邊是墨儂族的稻田，据當地墨侬族传说，很久以前，火神战胜了水神，给墨侬族村庄带来严重干旱，於是村民迁到樂湖附近定居。樂湖是阮朝最后一位皇帝保大帝到邦美蜀避暑和打猎之地，湖边的一座山丘上有保大便殿，这是一幢三层楼的建筑，采用现代建筑风格。每个房间都有宽大的窗户，四面都能欣赏景色。